# 2678 Аавасакса
2678 Аавасакса (2678 Aavasaksa) — астероїд головного поясу.
Тіссеранів параметр щодо Юпітера — 3,613.